# Mohamed Ennaceur
Mohamed Ennaceur (tiếng Ả Rập: محمد الناصر; sinh ngày 21 tháng 3 năm 1934) là một chính trị gia người Tunisia đã trở thành Quyền Tổng thống Tunisia vào ngày 25 tháng 7 năm 2019 sau cái chết của Tổng thống Beji Caid Essebsi. Từ năm 2014, ông là Chủ tịch Hội đồng Đại diện Nhân dân và lãnh đạo đảng cầm quyền Nidaa Tounes. Trước đây, ông giữ chức Bộ trưởng Bộ Xã hội trong những năm 1970 và 1980 dưới thời Tổng thống Habib Bourguiba, và một lần nữa vào năm 2011 trong các chính phủ chuyển tiếp.Ghannouchi và Essebsi
Ennaceur là giám đốc sáng lập của Hiệp hội Luật xã hội Tunisia, Revue tunisienne de droit social và Festival International de musique symphonique d'El Jem.
Vào ngày 4 tháng 12 năm 2014, ông được bầu làm Chủ tịch Hội đồng Đại diện Nhân dân với 176 phiếu bầu trong số 214 nghị sĩ có mặt. Sau khi Tổng thống Beji qua đời, Ennaceur lên làm quyền tổng thống theo quy định của Hiến pháp để kế nhiệm tổng thống.

## Sự nghiệp
Mohamed Ennaceur đã nhận được bằng tốt nghiệp từ Institut des Hautes Études de Tunis và bằng tiến sĩ luật xã hội tại Đại học Paris 1 Pantheon-Sorbonne. Luận án của ông đã đề cập đến Tổ chức Lao động Quốc tế và sự phát triển của luật xã hội ở Tunisia và Libya.
Đầu sự nghiệp, Mohamed Ennaceur phục vụ trong hội đồng quản trị của UNICEF (1963, 64) và Viện nghiên cứu phát triển xã hội của Liên hợp quốc (1966 Phản72). Ông là Tổng ủy viên của Văn phòng Công nhân Tunisia ở nước ngoài (năm 19734), chủ trì Hội nghị Việc làm Thế giới (1976) và Cục Các vấn đề Xã hội Liên đoàn Ả Rập (1980 Chuyện83). Từ năm 1991 đến 1996, ông tiếp tục làm điều phối viên của nhóm châu Phi trong Tổ chức Thương mại Thế giới và lãnh đạo phái bộ thường trực Tunisia đến Liên Hợp Quốc tại Geneva. Từ năm 2000, Mohamed Ennaceur làm kiểm toán viên trách nhiệm xã hội và tư vấn quốc tế. Năm 2005, ông trở thành điều phối viên cho Liên hiệp quốc toàn cầu tại Tunisia.
Ngoài sự nghiệp quốc tế, Mohamed Ennaceur đã giữ một số cương vị chính trị ở Tunisia. Ông đã từng là thống đốc của Sousse 197217373 và là Bộ trưởng Bộ các vấn đề xã hội hai lần, từ 197417777 và từ 1979 Từ 85. Sau Cách mạng Tunisia năm 2011, Mohamed Ennaceur một lần nữa được bổ nhiệm làm Bộ trưởng Bộ Xã hội tại các chính phủ của Mohamed Ghannouchi và Béji Caïd Essebsi.
Vào tháng 2 năm 2014, Mohamed Ennaceur gia nhập đảng Nidaa Tounes, trở thành Phó chủ tịch. Vào ngày 4 tháng 12 năm 2014, ông được bầu làm Chủ tịch (Chủ tịch) của Hội đồng Đại diện Nhân dân, đảm bảo 176 phiếu trong số 217 người có thể, và trở thành Chủ tịch đầu tiên của Phòng sau khi thông qua Hiến pháp Tunisia 2014. Vào ngày 31 tháng 12, sau khi Béji Caïd Essebsi trở thành Tổng thống Cộng hòa, Mohamed Ennaceur đã kế vị ông với tư cách là người đứng đầu lâm thời của đảng Nidaa Tounes.
Ngay sau cái chết của Essebsi vào ngày 25 tháng 7, Ennaceur tuyên bố trong một bài diễn văn phát đi toàn quốc rằng theo Hiến pháp, giờ đây ông là quyền tổng thống. Theo Điều 84 của hiến pháp Tunisia, một tổng thống lâm thời có thể phục vụ trong vai trò của họ trong tối đa 90 ngày, nghĩa là vai trò của Ennaceur sẽ hết hạn vào ngày 23 tháng 10 năm 2019.   Mặc dù cuộc bầu cử tổng thống đã được lên kế hoạch vào ngày 17 tháng 11, Cơ quan bầu cử độc lập đã gia hạn thành ngày 15 tháng 9 để đảm bảo rằng người kế nhiệm vĩnh viễn sẽ bắt đầu làm việc vào ngày 23 tháng 10.